# Anthony Limbombe
Anthony Limbombe (Mechelen, 15 juli 1994) is een Belgisch voetballer, waarvan de ouders van Congolese komaf zijn, die als aanvaller speelt. Hij werd in juni 2019 voor een half seizoen door Standard Luik gehuurd van FC Nantes, dat hem overnam van Club Brugge. Sinds april 2022 zat Limbombe zonder club. In juni 2022 werd hij gestrikt door Almere City FC dat hem laat terugkeren op de Nederlandse velden. Hij is een jongere broer van Stallone Limbombe. In 2018 debuteerde hij in het Belgisch Voetbalelftal.

## Carrière

### KRC Genk
Op 17 september 2010 mocht Limbombe in de met 3-1 gewonnen thuismatch tegen Sporting Lokeren in de 77ste minuut invallen en zo op amper 16-jarige leeftijd, zijn debuut maken voor KRC Genk. Op 11 december 2010 stond hij voor het eerst in de basis in de gewonnen wedstrijd tegen AS Eupen. In zijn eerste seizoen speelde hij uiteindelijk 15 wedstrijden, veelal bestaande uit (korte) invalbeurten. Hij maakte zijn eerste doelpunt voor Genk in de bekerwedstrijd tegen KMSK Deinze. Zijn eerste doelpunt in de competitie maakte hij tegen KV Kortrijk. Op dinsdag 1 november maakte Limbombe zijn debuut in de Champions League tegen het Engelse Chelsea FC. Op 30 januari 2014 werd bekend dat hij voor de rest van het seizoen wordt uitgeleend aan Lierse SK. Hij maakte zijn debuut voor Lierse op 8 februari 2014 in de gewonnen wedstrijd tegen RAEC Mons door in te vallen voor Tony Watt, hij gaf in deze wedstrijd ook meteen een assist op Mbaye Diagne. Na deze uitleenbeurt keerde hij nog even terug naar KRC Genk, maar hij kwam hier niet meer aan officiële wedstrijden.

### N.E.C.
Op 30 augustus 2014 tekende hij een driejarig contract bij N.E.C., op dat moment actief in de Eerste divisie. Hij maakte zijn debuut in een competitiewedstrijd tegen RKC Waalwijk. Zijn eerste twee goals maakte hij een week later in een competitiewedstrijd tegen FC Emmen. Op 3 april 2015 werd hij kampioen van de Eerste divisie met N.E.C. door een 1-0 overwinning op Sparta Rotterdam. In dat seizoen was hij goed voor veertien doelpunten en negen assists in 33 wedstrijden. Op 22 augustus 2015 werd hij uit de selectie gezet van N.E.C. omdat hij niet gefocust zou zijn voor de wedstrijd tegen Ajax, omdat hij bezig zou zijn met een transfer naar Leeds United. Hij kreeg de transfer uiteindelijk niet en speelde daarna weer mee bij N.E.C., waar hij in de eerste seizoenshelft vijf keer scoorde.

### Club Brugge
Limbombe tekende in juli 2016 een contract tot medio 2020 bij Club Brugge, de kampioen van België in het voorgaande seizoen. Dat betaalde circa €2.500.000,- voor hem aan N.E.C.. In zijn tweede seizoen bij Club ontbolsterde hij onder trainer Ivan Leko volledig. Op het einde van dat seizoen werd hij dan ook landskampioen met blauw-zwart en won hij de Ebbenhouten Schoen 2018. In maart 2018 werd hij ook al voor het eerst geselecteerd voor het Belgisch voetbalelftal.

### FC Nantes
Op 23 augustus 2018 ondertekende Limbombe een vijfjarig contract bij het Franse FC Nantes uit de Ligue 1. Nantes betaalde 8 miljoen euro voor Limbombe, wat destijds een clubrecord was. Limbombe kon die hoge transferprijs nooit waarmaken in het Stade de la Beaujoire: net als Nantes zelf presteerde de flankaanvaller in zijn debuutseizoen heel wisselvallig. Pas op 4 januari 2019 scoorde zijn eerste goal voor Nantes in de 4-1 overwinning tegen LB Châteauroux in de Coupe de France. Zijn eerste competitiegoal scoorde hij zelfs maar op 12 april 2019 tegen Olympique Lyon. Na zijn eerste seizoen kwam Limbombe niet veel meer aan spelen toe. Na een lang dispuut werd zijn contract begin april 2022 in onderling overleg verbroken.

### Standard Luik
Op 26 juni 2019 raakte bekend dat Limbombe in het seizoen 2019/20 bij Standard Luik aan de slag ging. De Luikse club huurde de speler voor één seizoen met een aankoopoptie van 7 miljoen euro.

### Almere City FC
Op 25 juni 2022 tekende Limbombe een contract voor twee seizoenen bij Almere City FC. Op 22 augustus 2022 debuteert hij in de uitwedstrijd tegen Jong AZ. Op 16 september 2022 scoort hij zijn eerste doelpunt in de met 1-2 gewonnen uitwedstrijd tegen De Graafschap. Limbombe kende een goed seizoen met acht doelpunten en acht assists in negenendertig wedstrijden. Hij promoveerde aan het einde van het seizoen 2022/23 met Almere via de play-offs naar de Eredivisie. In de nacompetitie was de Belg tweemaal trefzeker en leverde hij een assist.

## Clubstatistieken
| Seizoen | Club            | Competitie     | Competitie | Competitie | Competitie | Beker | Beker | Beker | Overig | Overig | Overig | Totaal | Totaal | Totaal |
| Seizoen | Club            | Competitie     | Wed.       | Dlp.       | Ass.       | Wed.  | Dlp.  | Ass.  | Wed.   | Dlp.   | Ass.   | Wed.   | Dlp.   | Ass.   |
| ------- | --------------- | -------------- | ---------- | ---------- | ---------- | ----- | ----- | ----- | ------ | ------ | ------ | ------ | ------ | ------ |
| 2010/11 | RC Genk         | Eerste Klasse  | 14         | 0          | 0          | 2     | 0     | 0     | —      | —      | —      | 16     | 0      | 0      |
| 2011/12 | RC Genk         | Eerste Klasse  | 24         | 1          | 4          | 2     | 1     | 0     | 4      | 0      | 0      | 30     | 2      | 4      |
| 2012/13 | RC Genk         | Eerste Klasse  | 9          | 1          | 1          | 4     | 1     | 1     | 3      | 0      | 0      | 16     | 2      | 2      |
| 2013/14 | RC Genk         | Eerste Klasse  | 15         | 0          | 2          | 3     | 0     | 0     | 5      | 1      | 1      | 23     | 1      | 3      |
| 2013/14 | → Lierse SK     | Eerste Klasse  | 7          | 2          | 1          | 0     | 0     | 0     | —      | —      | —      | 7      | 2      | 1      |
| 2014/15 | N.E.C.          | Eerste divisie | 33         | 14         | 10         | 3     | 2     | 1     | —      | —      | —      | 36     | 16     | 11     |
| 2015/16 | N.E.C.          | Eredivisie     | 32         | 7          | 7          | 2     | 0     | 0     | —      | —      | —      | 34     | 7      | 7      |
| 2016/17 | Club Brugge     | Eerste Klasse  | 22         | 0          | 5          | 2     | 1     | 0     | 4      | 0      | 0      | 28     | 1      | 5      |
| 2017/18 | Club Brugge     | Eerste Klasse  | 32         | 6          | 6          | 5     | 0     | 1     | 2      | 0      | 0      | 39     | 6      | 7      |
| 2018/19 | FC Nantes       | Ligue 1        | 29         | 1          | 2          | 4     | 2     | 0     | —      | —      | —      | 33     | 3      | 2      |
| 2019/20 | → Standard Luik | Eerste Klasse  | 6          | 1          | 1          | 0     | 0     | 0     | 1      | 0      | 0      | 7      | 1      | 1      |
| 2019/20 | FC Nantes       | Ligue 1        | 4          | 1          | 0          | 1     | 0     | 1     | —      | —      | —      | 5      | 1      | 1      |
| 2020/21 | FC Nantes       | Ligue 1        | 0          | 0          | 0          | 0     | 0     | 0     | —      | —      | —      | 0      | 0      | 0      |
| 2021/22 | FC Nantes       | Ligue 1        | 0          | 0          | 0          | 0     | 0     | 0     | —      | —      | —      | 0      | 0      | 0      |
| 2022/23 | Almere City     | Eerste divisie | 31         | 6          | 7          | 2     | 0     | 0     | 6      | 2      | 1      | 39     | 8      | 8      |
| 2023/24 | Almere City     | Eredivisie     | 3          | 0          | 0          | 0     | 0     | 0     | —      | —      | —      | 3      | 0      | 0      |
| 2023/24 | SK Beveren      | Tweede klasse  | 20         | 4          | 5          | 3     | 0     | 0     | —      | —      | —      | 23     | 4      | 5      |
| TOTAAL  | TOTAAL          | TOTAAL         | 281        | 44         | 51         | 33    | 7     | 4     | 25     | 3      | 2      | 339    | 54     | 57     |

## Interlandcarrière

### Jeugdploegen
Als jeugdinternational speelde hij voor verschillende jeugdelftallen.
| Nationale ploeg | wedstrijden | Goals |
| --------------- | ----------- | ----- |
| België U-16     | 11          | 4     |
| België U-17     | 8           | 0     |
| België U-19     | 3           | 1     |
| Totaal          | 23          | 5     |

### Interlands
Op 27 maart 2018 mocht Limbombe debuteren bij de Rode Duivels, hij verving Yannick Carrasco aan het begin van de tweede helft in de oefeninterland tegen Saudi-Arabië.
| Interlands van Anthony Limbombe voor België | Interlands van Anthony Limbombe voor België | Interlands van Anthony Limbombe voor België | Interlands van Anthony Limbombe voor België | Interlands van Anthony Limbombe voor België | Interlands van Anthony Limbombe voor België |
| №                                           | Datum                                       | Wedstrijd                                   | Uitslag                                     | Competitie                                  | Goals                                       |
| Als speler van Club Brugge                  | Als speler van Club Brugge                  | Als speler van Club Brugge                  | Als speler van Club Brugge                  | Als speler van Club Brugge                  | Als speler van Club Brugge                  |
| ------------------------------------------- | ------------------------------------------- | ------------------------------------------- | ------------------------------------------- | ------------------------------------------- | ------------------------------------------- |
| 1.                                          | 27 maart 2018                               | België – Saoedi-Arabië                      | 4 – 0                                       | Vriendschappelijk                           | -                                           |
| Totaal                                      | Totaal                                      | Totaal                                      | Totaal                                      | Totaal                                      | 0                                           |

## Erelijst
| Competitie              |          |          |          |          |
| Competitie              | Aantal   | Jaren    |          |          |
| KRC Genk                | KRC Genk | KRC Genk | KRC Genk | KRC Genk |
| ----------------------- | -------- | -------- | -------- | -------- |
| Belgisch kampioen       | 1x       | 2010/11  |          |          |
| Beker van België        | 1x       | 2012/13  |          |          |
| Belgische Supercup      | 1x       | 2011     |          |          |
| NEC Nijmegen            |          |          |          |          |
| Kampioen Eerste divisie | 1x       | 2015     |          |          |
| Club Brugge             |          |          |          |          |
| Belgisch kampioen       | 1x       | 2017/18  |          |          |
| Belgische Supercup      | 1x       | 2018     |          |          |

| Individueel        |    |      |
| Ebbenhouten Schoen | 1x | 2018 |

## Trivia
- Stallone Limbombe is een oudere broer van Anthony. Hij speelt sinds 2020 voor Oud-Heverlee Leuven. Zijn jongere broer Bryan Limbombe maakt sinds het seizoen 2019/20 deel uit van de A-kern van KRC Genk. De jongste van de familie Limbombe, Maxime Limbombe, tekende op 16 januari 2021 zijn eerste profcontract bij Lierse Kempenzonen.